# Kraftwerk Eisernes Tor 2
Das Kraftwerk Eisernes Tor 2 (serbisch Ђердап II Đerdap II; rum. Porțile de Fier II) ist ein Laufkraftwerk in der Donau an der Grenze zwischen Serbien und Rumänien und liegt am Eisernen Tor. Es liegt flussabwärts nach dem Kraftwerk Eisernes Tor 1 und ist das letzte Donaukraftwerk vor dem Donaudelta in das Schwarze Meer.

## Geschichte
Mit der Planung von den damaligen beiden Ländern der Sozialistische Föderative Republik Jugoslawien und der Volksrepublik Rumänien zu gleichen Teilen genutzten Talsperre wurde 1977 begonnen, der Betrieb 1984 aufgenommen. Im Jahr der Fertigstellung betrug die Engpassleistung bei 16 Turbinen 432 MW, wobei jedem Land jeweils acht Turbinen des Kraftwerks zugeordnet waren. Bei technischen Modernisierungen wurden in den Folgejahren auf rumänischer Seite weitere zwei Turbinen installiert, und die Leistung aller Turbinen konnte auf je 28 MW und in Summe 280 MW gesteigert werden. Auf serbischer Seite wurden ebenfalls weitere zwei Turbinen installiert, allerdings blieb die Leistung je Turbine gleich, womit die serbische Kraftwerkseite eine Gesamtleistung von 270 MW aufweist. Die gesamte Engpassleistung beträgt 550 MW (Stand 2011).
Der Damm des Kraftwerks wird seit Ende 2011 als Grenzübergang zwischen Serbien und Rumänien genutzt.